# 米哈伊尔·瓦西里耶维奇·斯塔杜欣
米哈伊爾·瓦西里耶維奇·斯塔杜欣（俄语：Михаил Васильевич Стадухин，？—1666年），俄羅斯西伯利亞探險家，第一批到達科雷馬河、阿納德爾河、品仁納河、吉日加河及鄂霍茨克海北岸的歐洲探險家。

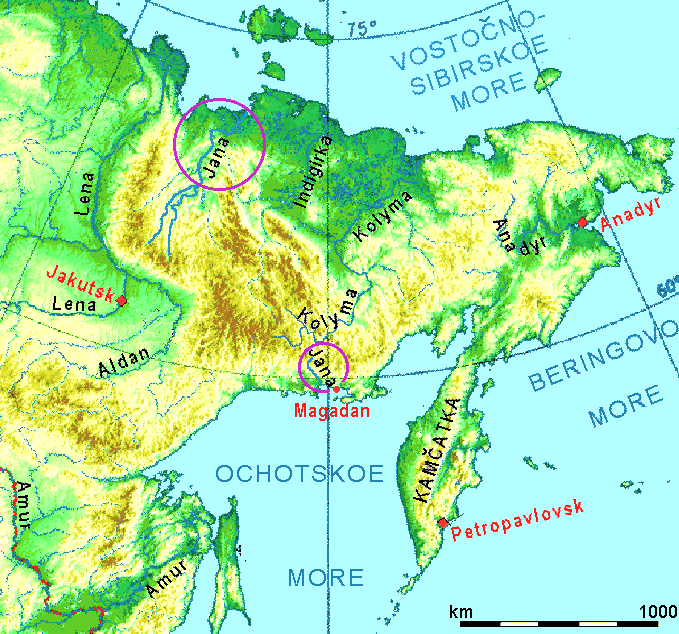
圖為西伯利亞東北部的地圖，品仁納河在圖中未標示，其位置大約在堪察加半島與楚科奇半島相接處、鄂霍茨克海的最東北端；鄂霍茨克城則位於馬加丹以西，海岸線折向西南的轉角處。

## 生平
斯塔杜欣是波默爾人，可能出生在皮涅加河附近的村莊裡，是一位莫斯科商人的侄子。有些同時期的資料指出，斯塔杜欣是位舉止粗暴的人物，經常與同僚發生爭執，對待原住民的態度也十分惡劣。斯塔杜欣的家族除了他自己之外，似乎還有兩位兄弟塔拉斯（Taras）、加拉希姆（Garasim）及他的兒子雅科夫（Yakov）在西伯利亞活動。
斯塔杜欣於1641年率領一支探險隊前往因迪吉爾卡河的一條支流探勘，他稱此條河為葉莫爾孔河（Yemolkon），目前已無法確認，但這個地名可能是奧伊米亞康（Oymyakon）的變體；若此推論正確，他可能是第一位抵達此地區的歐洲人。著名探險家傑日涅夫曾是他的隊友兼競爭者，他們在1642年至1643年間乘坐平底船沿著因迪吉爾卡河進入北冰洋。他們在這兒遇見了由雅利羅·季良（Yarilo Zyryan）率領的另一群探險者，他們在阿拉澤亞河探索時受困。這支聯合探險隊在現在的中科雷姆斯克附近設置了冬季營地，並確認了科雷馬河流域富饒的毛皮資源。
斯塔杜欣一行人在1645年回到雅庫茨克，兩年後又出發東進，尋找位於科雷馬河以東，尚未確認的波吉察河（Pogycha River）。但因天候惡劣，斯塔杜欣只能在亞納河度冬，春季時才乘雪橇前往因迪吉爾卡河，在當地造船前往科雷馬河流域。他得知傑日涅夫已在1648年進抵波吉察河，也在次年7月率領2艘船與30名部下尾隨而進。除了其中一艘船半途損毀，他與部下可能抵達了恰翁灣東岸的謝拉斯基角，或是更遠的科柳欽灣。斯塔杜欣從被捕獲的原住民口中得知，傑日涅夫的兩艘平底船皆已失事，「不少船員遇害，但仍有少數人逃到海上」；這也許解釋了傑日涅夫部分隊員的命運。由於補給有限，加上當地原住民的敵意，斯塔杜欣撤回了科雷馬河。同時，他們留意到科雷馬河支流大阿努伊河與阿納德爾河的源頭十分接近；在確認大阿努伊河即是傳說中的波吉察河時，斯塔杜欣歷經七周的雪橇之旅後，於1650年在阿納德爾河畔遇見了傑日涅夫。他們在之後的一年內探勘當地，並與尤卡吉爾人建立聯繫。
1651年，斯塔杜欣向南抵達了品仁納河流域，度冬後重新造船，沿著海岸線向西抵達吉日加河河口，接著又前進到亞馬河與陶伊河的出海口，探勘了現在的馬加丹海岸。由於資料缺乏，斯塔杜欣在1652年至1657年之間的紀錄不詳，只確定他於1657年出現在鄂霍茨克，期間他可能已繞行了堪察加半島，抵達北太平洋或後來的白令海，但缺乏可靠的證據。斯塔杜欣於1659年回到雅庫茨克，再前往莫斯科受封為哥薩克首領（Ataman）後，又返回雅庫茨克，於1666年在當地逝世。